# Acmispon
Acmispon je rod mahunarki poglavito iz Sjeverne Amerike. Postoji 36 priznatih vrsta, a jedna je endem je Čileu. Tipična vrsta je Acmispon sericeus Raf. (= Acmispon americanus).

## Vrste
1. Acmispon americanum (Nutt.) Rydb.
2. Acmispon argophyllus (A.Gray) Brouillet
3. Acmispon argyraeus (Greene) Brouillet
4. Acmispon brachycarpus (Benth.) D.D.Sokoloff
5. Acmispon cytisoides (Benth.) Brouillet
6. Acmispon dendroideus (Greene) Brouillet
7. Acmispon denticulatus (Drew) D.D.Sokoloff
8. Acmispon distichus (Greene) Brouillet
9. Acmispon flexuosus (Greene) Brouillet
10. Acmispon glaber (Vogel) Brouillet
11. Acmispon grandiflorus (Benth.) Brouillet
12. Acmispon greenei (Wooton & Standl.) Brouillet
13. Acmispon haydonii (Orcutt) Brouillet
14. Acmispon heermannii (Durand & Hilg.) Brouillet
15. Acmispon intricatus (Eastw.) Brouillet
16. Acmispon junceus (Benth.) Brouillet
17. Acmispon maritimus (Nutt.) D.D.Sokoloff
18. Acmispon mearnsii (Britton) Brouillet
19. Acmispon micranthus (Nutt. ex Torr. & A.Gray) Brouillet
20. Acmispon neomexicanus (Greene) Brouillet
21. Acmispon nevadensis (S.Watson) Brouillet
22. Acmispon niveus (S.Watson) Brouillet
23. Acmispon nudatus (Greene) Brouillet
24. Acmispon oroboides (Kunth) Brouillet
25. Acmispon parviflorus (Benth.) D.D.Sokoloff
26. Acmispon plebeius (Brandegee) Allred
27. Acmispon procumbens (Greene) Brouillet
28. Acmispon prostratus (Nutt.) Brouillet
29. Acmispon rigidus (Benth.) Brouillet
30. Acmispon rubriflorus (H.Sharsm.) D.D.Sokoloff
31. Acmispon strigosus (Nutt.) D.D.Sokoloff
32. Acmispon subpinnatus (Lag.) D.D.Sokoloff
33. Acmispon utahensis (Ottley) Brouillet
34. Acmispon watsonii (Vasey & Rose) Brouillet
35. Acmispon wrangelianus (Fisch. & C.A.Mey.) Sokoloff
36. Acmispon wrightii (A.Gray) Brouillet